# Итапуи
Итапуи (порт. Itapuí)  —  муниципалитет в Бразилии, входит в штат Сан-Паулу. Составная часть мезорегиона Бауру. Входит в экономико-статистический  микрорегион Жау. Население составляет 11 605 человек на 2007 год. Занимает площадь 139,666 км². Плотность населения — 83,9 чел./км².
Праздник города —  11 сентября.

## История
Город основан в 1913 году.

## Статистика
- Валовой внутренний продукт на 2003 составляет 107.871.746,00 реалов (данные: Бразильский институт географии и статистики).
- Валовой внутренний продукт на душу населения на 2003 составляет 9.897,40 реалов (данные: Бразильский институт географии и статистики).
- Индекс развития человеческого потенциала на 2000 составляет 0,774 (данные: Программа развития ООН).

## География
Климат местности: тропический. В соответствии с классификацией Кёппена, климат относится к категории Aw.